# Собор Святого Михаила (Циндао)

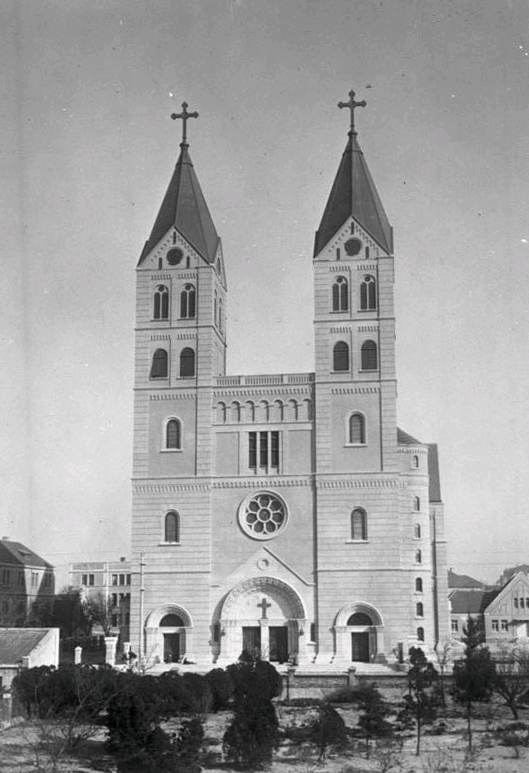
Собор Святого Михаила в 1935 году

Собор Святого Михаила (нем. Kathedrale St. Michael, кит. 浙江路天主教堂) — католический кафедральный собор в Циндао.
Здание собора официально сооружено в 1934 году, храм построен преимущественно в готическом стиле с элементами романской архитектуры.
Католический собор Святого Михаила сегодня является одним из символов Циндао, хотя в городе мало населения, исповедующего христианство.